# Lasioglossum barretti
Lasioglossum barretti är en biart som först beskrevs av Cockerell 1929.  Lasioglossum barretti ingår i släktet smalbin, och familjen vägbin. Inga underarter finns listade i Catalogue of Life.